# Midtsjællands Efterskole
 Der er for få eller ingen kildehenvisninger i denne artikel, hvilket er et problem. Du kan hjælpe ved at angive troværdige kilder til de påstande, som fremføres i artiklen.

Midtsjællands Efterskole er en efterskole i landsbyen Ny Tolstrup i den østlige del af Bidstrup Skovene med et kristent værdigrundlag og plads til 115 elever. 
Skolen har fire hovedlinjer, som man vælger fag indenfor: 1) Friluftsliv, Natursport og Idræt 2) Musik og Teater 3) Kreativitet og håndværk 4) Verdensborger. 
Den har derudover niveaudelt undervisning samt en prøvefri Projek10-klasse, hvor der arbejdes med andre evalueringsformer end klassiske eksaminer.    
Skolen har et folkekirkeligt værdigrundlag og der er særlige pladser til unge med anden etnisk baggrund end dansk.